# Hamza Younés
Hamza Younés (Monastir, 16 aprile 1986) è un ex calciatore tunisino, di ruolo attaccante.

## Palmarès

### Club

#### Competizioni internazionali
- Coppa della Confederazione CAF: 2

Sfaxien: 2007, 2008

#### Competizioni nazionali
- Coppa di Tunisia: 1

Sfaxien: 2008-2009
- Coppa di Romania: 1

Petrolul Ploiești: 2012-2013
- Supercoppa di Bulgaria: 1

Ludogorec: 2014
- Campionato bulgaro: 1

Ludogorec: 2014-2015